# ائتلاف آزادی خلق متحد
ائتلاف آزادی خلق متحد سریلانکا، ائتلافی سیاسی در سری لانکاست و اعضای کنونی آن از این قرارند:
1. حزب آزادی سری لانکا
2. حزب خلق سری لانکا
3. ائتلاف اتحاد ملی مسلمانان
4. جبهه خلق متحد
5. جبهه ملی متحد دموکراتیک
6. حزب آزادی بخش ملی خلق

همچنین حزب کمونیست سری لانکا و حزب جامعه برابر سری لانکا گرچه خود را عضو این ائتلاف نمی‌دانند اما با آن همکاری می‌کنند.
جبهه آزادی بخش خلق، از اعضای مؤسس این ائتلاف بود اما در آوریل ۲۰۰۵ آن را ترک کرد.